# 羽虫
羽虫
- （はむし）昆虫の種類。
- （うちゅう）鳥類。この場合の「虫」とは「動物」の意味。

羽虫（はむし）は、以下の2通りの昆虫を指す俗称。
- 翅によって飛び回る小型の昆虫。とくに生殖にかかわる飛翔で蚊柱を形成して集団で飛び回る小型の双翅目昆虫（ユスリカ等）や、灯りに大挙して集まるアリやシロアリの羽蟻に対してこの呼称が使われることが多い。
- 鳥類の羽毛に寄生する害虫。要するに、ハジラミ目の昆虫の総称であるが、昆虫だけではなく鳥類に寄生するダニも含めて呼んでいることも考えられる。

なお、コウチュウ目のハムシの漢字表記は「葉虫」である。